# Heraclia meridionalis
Heraclia meridionalis là một loài bướm đêm trong họ Noctuidae.